# Nadezjda Makrogoezova
Nadezjda Aleksejevna Makrogoezova (Russisch: Надежда Алексеевна Макрогузова) (Krasnodar, 2 april 1997) is een Russisch beachvolleyballer. Ze won meerdere prijzen bij de junioren en behaalde een bronzen medaille bij de Europese kampioenschappen. Daarnaast nam ze eenmaal deel aan de Olympische Spelen.

## Carrière
Met Anna Gorboenova werd Makrogoezova in 2012 vijfde bij de Europese kampioenschappen onder 18 in Brno en won ze een jaar later zilver bij de wereldkampioenschappen onder 19 in Porto. In 2013 werd ze met Darja Roedych Europees kampioen onder 18 in Maladzetsjna en debuteerde ze in de FIVB World Tour. Ze nam in totaal deel aan vijf toernooien in de mondiale competitie met een zeventiende plaats in Durban als beste resultaat. Het jaar daarop vormde ze een vast team met Roedych. Het tweetal deed mee aan vijf internationale toernooien en kwam bij de WK onder 19 in Porto tot een vijfde plaats. Bij de Europese kampioenschappen in Cagliari strandden ze in de tussenronde tegen het Spaanse duo Elsa Baquerizo en Liliana Fernández. Bij de Olympische Jeugdspelen in Nanjing eindigden ze als vierde nadat de halve finale en de wedstrijd om het brons respectievelijk verloren werden van de Braziliaansen Eduarda Santos en Ana Patrícia Ramos en de Duitsen Lisa Arnholdt en Sarah Schneider.
In 2015 werd Makrogoezova met Ksenija Dabizja vierde bij de EK onder 22 in Macedo de Cavaleiros en met Svetlana Cholomina derde bij de EK onder 20 in Larnaca. Met Olga Motritsj behaalde ze in de World Tour twee negende plaatsen in Sotsji en Antalya. Het jaar daarop kwam ze in de mondiale competitie bij acht toernooien niet verder dan een zeventiende plaats in Sotsji. Met Anastasija Barsoek nam ze verder deel aan de EK in Biel/Bienne waar Nina Betschart en Tanja Hüberli uit Zwitserland in de tussenronde te sterk waren. Met Cholomina werd ze tot slot tweede bij de WK onder 21 in Luzern en vijfde bij de EK onder 22 in Thessaloniki. In 2017 speelde Makrogoezova in het internationale beachvolleybalcircuit – met uitzondering van een wedstrijd met Motritsj – aan de zijde van Jekaterina Birlova. Ze kwam daarbij tot drie negende plaatsen (Fort Lauderdale, Xiamen en Olsztyn). Bij de wereldkampioenschappen in Wenen strandden Makrogoezova en Birlova in de groepsfase. Bij de EK in Jurmala bereikten ze de kwartfinale die verloren ging tegen het Poolse duo Kinga Kołosińska en Jagoda Gruszczyńska. Met Cholomina won ze verder de Europese titel onder 22 in Baden en eindigde ze opnieuw als tweede bij de WK onder 21 in Nanjing.
Een seizoen later vormde Makrogoezova een vast duo met Cholomina. Het tweetal was actief op veertien internationale toernooien; in Anapa boekten ze hun eerste World Tour-overwinning en in Moskou behaalden ze een vijfde plaats. Bij de EK in Nederland waren de Tsjechischen Barbora Hermannová en Markéta Sluková in de tussenronde te sterk. In Jurmala prolongeerden ze bovendien hun Europese titel onder 22. In het seizoen 2018/19 namen ze deel aan tien reguliere FIVB-toernooien. Daarbij behaalden ze een overwinning in Espinho en vijfde plaatsen in Itapema en Warschau. Bij de wereldkampioenschappen in Hamburg eindigden Makrogoezova en Cholomina eveneens als vijfde nadat ze in de kwartfinale werden uitgeschakeld door Taliqua Clancy en Mariafe Artacho uit Australië. Bij de EK in eigen land moesten ze gedurende de groepsfase opgeven wegens een blessure. In 2020 won het duo bij de EK in Jurmala de bronzen medaille ten koste van Hermannová en Sluková. Het jaar daarop speelden Makrogoezova en Cholomina in aanloop naar de Spelen zeven internationale wedstrijden met onder meer een tweede (Cancun) en derde plaats (Sotsji) als resultaat. Bij de Olympische Spelen in Tokio ging het duo als groepswinnaar door naar de achtste finale waar het werd uitgeschakeld door de Letsen Tina Graudina en Anastasija Kravčenoka. Ze sloten het seizoen af met een vierde plaats bij de World Tour Finals in Cagliari.

## Palmares
Kampioenschappen
- 2013:  WK U19
- 2013:  EK U18
- 2015:  EK U20
- 2016:  WK U21
- 2017:  EK U22
- 2017:  WK U21
- 2018:  EK U22
- 2019: 5e WK
- 2020:  EK
- 2021:  NK
- 2021: 9e OS

FIVB World Tour
- 2018:  1* Anapa
- 2019:  4* Espinho
- 2021:  4* Cancun
- 2021:  4* Sotsji